# Elymiërs

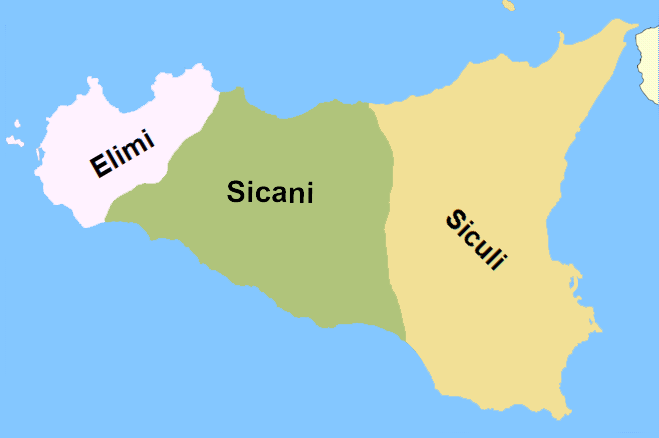
Geschatte locaties van de Elymiërs en hun buren, de Sicanen en de Sicelen, in de 11e eeuw voor Christus (d.w.z. voor de kolonisatie van de Feniciërs en de Grieken).

De Elymiërs (Oudgrieks: Ἔλυμοι, Elymoi; latijn: Elimi) waren een volk dat vanaf de bronstijd tot de klassieke oudheid het westen van Sicilië bewoonde. Ze deelden hun woongebied in westelijk Sicilië met de Sicanen, de Feniciërs en later de Grieken. Hun belangrijkste steden waren Segesta als politiek centrum, Eryx als religieus centrum en Entella. Andere steden waren Elima, Halyciae, Iaitas, Hypana en Drepanon.

## Oorsprong

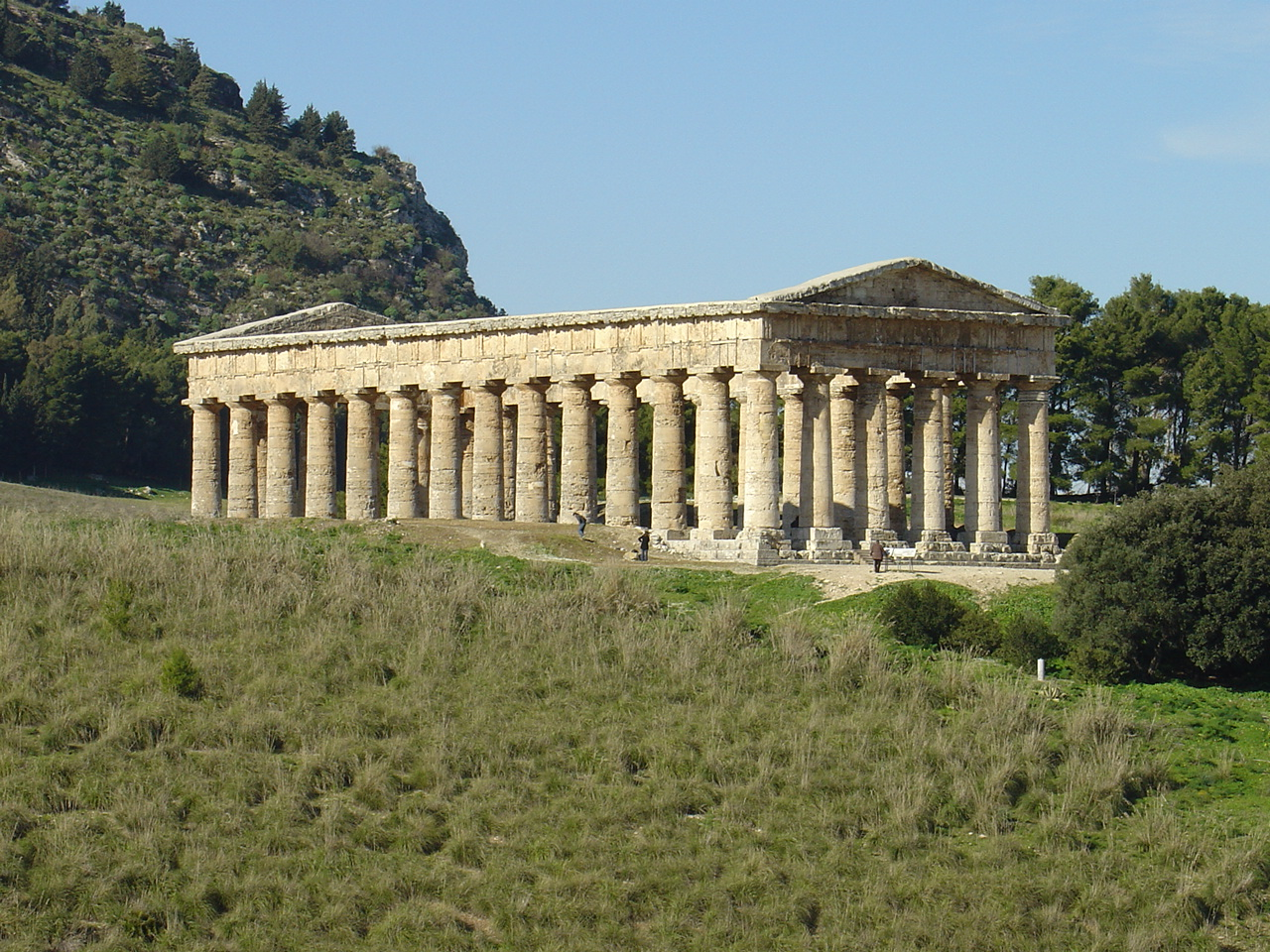
Tempel van Segesta

Afgezien van door de Grieken overleverde mythologische vertellingen is er weinig bekend over de oorsprong van de Elymiërs. Archeologisch zijn ze vanaf de vroege ijzertijd (ca. 1100-700 v.Chr.) niet te onderscheiden van hun oostelijke buren, de Sicanen. Daarna lijken ze veel elementen van de Griekse kolonisten op Sicilië overgenomen te hebben, zoals het Grieks alfabet dat ze gebruikten om hun eigen taal te schrijven, en de Griekse bouwkunde was de basis voor de tempel van Segesta. Over hun taal is weinig bekend maar lijkt verwant te zijn met die van de Sicelen.

## Geschiedenis
De Elymiërs onderhielden vriendschappelijke relaties met Carthago maar kwamen regelmatig in conflict met de zich uitbreidende Griekse kolonies op West-Sicilië, in het bijzonder met Selinous. Grensconflicten leidden na 580 v.Chr. meerdere malen tot oorlog. Een poging zich met Athene tegen Selinous te verbinden leidde tot de rampzalige Siciliaanse Expeditie van 415-413 v.Chr. Hierna slaagden ze erin de Carthagenen tegen Selinous op te zetten die de stad in 409 v.Chr. verwoestten.
Tijdens de Eerste Punische Oorlog verbonden ze zich met Rome tegen Carthago. De Elymiërs kregen een bevoorrechte status in het Romeinse Rijk en hoefden geen belastingen te betalen. Dit was naar gezegd vanwege hun mythische afstamming van de Trojanen, waardoor ze als verwanten van de Romeinen, eveneens mythische afstammelingen van de Trojanen, werden beschouwd. Gedurende de Romeinse periode verdwenen de Elymiërs geleidelijk uit de historische overleveringen, waarschijnlijk als gevolg van assimilatie in de algehele bevolking van Sicilië.